# 모미키 유카
모미키 유카(일본어: 籾木 結花, 1996년 4월 9일 ~ )는 일본의 여자 축구 선수이다.

## 국가대표팀 경력
2012년 FIFA U-17 여자 월드컵, 2016년 FIFA U-20 여자 월드컵에 출전했다.
그녀는 2017년 알가르브컵에 참가할 일본 국가대표팀에 발탁되었으며, 3월 1일 스페인와의 경기에서 데뷔했다. 2018년 아시안 게임 금메달 획득에 기여했다. 2019년 FIFA 여자 월드컵, 2020년 하계 올림픽에도 출전했다.

## 통계
| 일본 | 일본 | 일본 |
| 연도 | 출전 | 득점 |
| ---- | ---- | ---- |
| 2017 | 14   | 3    |
| 2018 | 7    | 3    |
| 2019 | 9    | 4    |
| 2020 | 3    | 0    |
| 2021 | 8    | 4    |
| 통산 | 41   | 14   |